# HOTAS
HOTAS, akronim za Hands On Throttle-And-Stick - "roke na plinu in krmilni palici" -je sistem v letalu ali helikopterju, ki pilotu olajša delo. Najpomembnejši ukazi so na voljo na gumbih krmilne palice (stick) in ročice za moč (throttle). Tako pilotu ni treba umikati roke in se lahko bolj osredotoči na druge stvari. HOTAS skrajša reakcijski čas in olajša letenje v turbulenci, pri visokih G-obremenitvah, v zračnem dvoboju in drugih situacijah.
Koncept so preizkusili na britanskem lovcu English Electric Lightning, danes ga uporabljajo skoraj vsa lovska letala